# لوراخ
لوراخ (بالألمانية: Lörrach) هي Grosse Kreisstadt، مدينة وبلدة ألمانية تقع في ألمانيا في لوراخ.[بحاجة لمصدر] يقدر عدد سكانها بـ 47,707 نسمة .

## المدن التوأمة
مدن سينس، سينيغاليا، ميرانه وتشستر هي مدن توأمة لـلراخ.

## أعلام
- أوتمار هيتسفيلد
- ألبرت ريختر
- ساسكيا لانغ
- جيرت هيلدبراند
- غوستاف هوغو
- ميلاني بيرنغير